# Natalia Jóreva
Natalia Vladímirovna Jóreva –en ruso, Наталья Владимировна Хорева– (Moscú, URSS, 28 de mayo de 1986) es una deportista rusa que compitió en luge en la modalidad individual.
Ganó dos medallas de oro en el Campeonato Europeo de Luge de 2014. Participó en dos Juegos Olímpicos de Invierno, en los años 2010 y 2014, ocupando el octavo lugar en Sochi 2014, en la prueba individual.

## Palmarés internacional
| Campeonato Europeo | Campeonato Europeo | Campeonato Europeo | Campeonato Europeo |
| Año                | Lugar              | Medalla            | Prueba             |
| ------------------ | ------------------ | ------------------ | ------------------ |
| 2014               | Sigulda (Letonia)  | Medalla de oro     | Individual         |
| 2014               | Sigulda (Letonia)  | Medalla de oro     | Equipo             |